# Domplatz (Magdeburg)

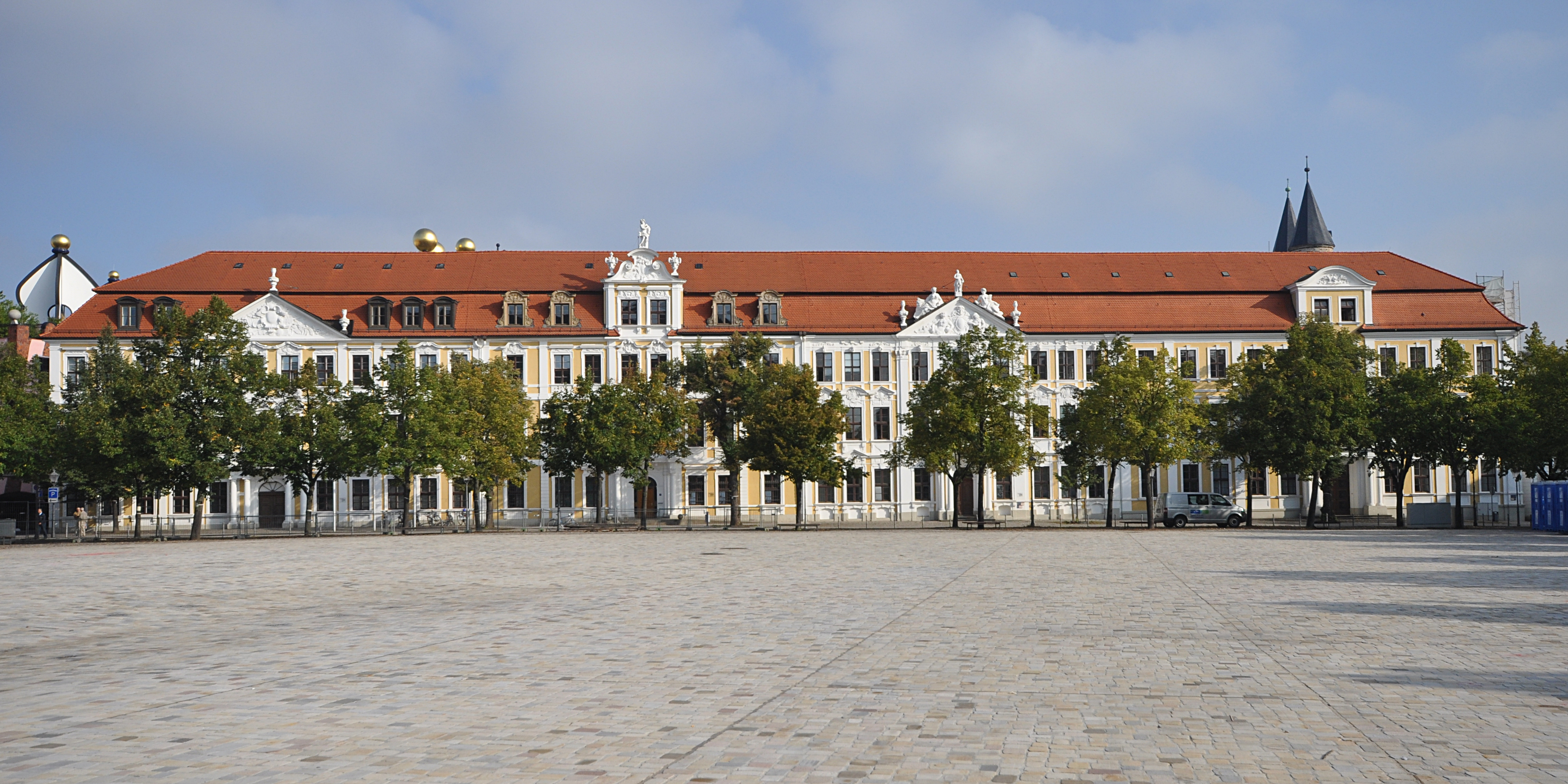
Noordzijde Domplatz in 2013

De Domplatz is een plein in de Duitse stad Maagdenburg.
Het plein heette aanvankelijk Neue Markt om het te onderscheiden van de Alte Markt en dat al sinds de 13de eeuw. In de 18de eeuw werd dan de benaming Domplatz, vernoemd naar de nabijgelegen Dom. 
Tijdens de Tweede Wereldoorlog werd een groot deel van de binnenstad verwoest. Enkele gebouwen werd heropgebouwd in barokstijl, maar er kwamen ook appartementsblokken met modernere gevels, echter werden deze ook weer afgebroken na de omwenteling. 
- Gemeinsame Normdatei: 4689112-2
- Virtual International Authority File: 240550820